# Jean-Luc Chéreau
Jean-Luc Chéreau, né le 25 août 1948 à Avranches dans la Manche, est un ancien pilote de course automobile français qui a participé à des épreuves d'endurance aux mains de voitures de Grand Tourisme dans des épreuves telles que les 24 Heures du Mans,.

## Carrière
Jean-Luc Chéreau est l'ancien propriétaire et patron de l'entreprise familiale Chéreau basée dans sa ville natale, Avranches dans la Manche. En octobre 2003, il est contraint de vendre à la holding allemande Trailer Holding GmbH, cette société fondée par son père Jean Chéreau en 1950 et spécialisée dans la construction de camions et semi-remorques frigorifiques. 
Licencié à l'ASA Armagnac-Bigorre, Jean-Luc Chéreau enfile combinaison et casque le week-end, se considérant comme pilote amateur, un gentleman-driver. Il pilote dans les courses Grand tourisme au volant d'une Porsche 911 Carrera RSR N° 50 (comme la Manche) notamment, avec une attention particulière pour sa propre sécurité et celle des autres concurrents.
L'entreprise Chéreau a par ailleurs sponsorisé Jean-Luc Chéreau en sport automobile pendant plusieurs années.

## Palmarès

### Résultats aux 24 Heures du Mans
| Année | Écurie                               | Copilotes                            | Voiture                 | Classe | Tours | Pos.  | Class Pos. |
| ----- | ------------------------------------ | ------------------------------------ | ----------------------- | ------ | ----- | ----- | ---------- |
| 1994  | Larbre Compétition                   | Pierre Yver Jack Leconte             | Porsche 911 Carrera RSR | GT2    | 62    | Abd.  | Abd.       |
| 1995  | Jean-Claude Miloe Larbre Compétition | Pierre Yver Jack Leconte             | Porsche 911 GT2 Evo     | GT1    | 40    | Abd.  | Abd.       |
| 1996  | Chereau Sports Larbre Compétition    | Pierre Yver Jack Leconte             | Porsche 911 GT2 Evo     | GT1    | 279   | 22e   | 13e        |
| 1997  | Chereau Sports Larbre Compétition    | Jack Leconte Jean-Pierre Jarier      | Porsche 911 GT2         | GT2    | 77    | Abd.  | Abd.       |
| 1998  | Larbre Compétition                   | Patrice Goueslard Pierre Yver        | Porsche 911 GT2         | GT2    | 240   | 23e   | 9e         |
| 1999  | Chereau Sports Larbre Compétition    | Patrice Goueslard Pierre Yver        | Porsche 911 GT2         | GTS    | 240   | N. c. | N. c.      |
| 2000  | Larbre Compétition                   | Patrice Goueslard Christophe Bouchut | Porsche 911 GT3-R       | GT     | 34    | Abd.  | Abd.       |
| 2001  | Larbre Compétition                   | Patrice Goueslard Sébastien Dumez    | Porsche 911 GT3 RS      | GT     | 274   | 10e   | 4e         |
| 2002  | Larbre Compétition                   | Carl Rosenblad Jean-Claude Lagniez   | Chrysler Viper GTS-R    | GTS    | 278   | 25e   | 6e         |

### Résultats aux 24 Heures de Daytona
| Année | Écurie             | Copilotes                                           | Voiture              | Classe | Tours | Pos. | Class Pos. |
| ----- | ------------------ | --------------------------------------------------- | -------------------- | ------ | ----- | ---- | ---------- |
| 1996  | Larbre Compétition | Jürgen Barth Jesús Pareja Régis Schuch Jack Leconte | Porsche 911 GT2      | GTS-1  | 518   | 26e  | 5e         |
| 2000  | Larbre Compétition | Christophe Bouchut André Ahrlé Patrice Goueslard    | Porsche 911 GT3-R    | GTU    | 597   | Abd. | Abd.       |
| 2002  | Larbre Compétition | Christophe Bouchut Patrice Goueslard Carl Rosenblad | Chrysler Viper GTS-R | GTS    | 665   | 8e   | 2e         |